# Veille informatique
La veille informatique est une activité qui consiste à se tenir au courant des avancées technologiques dans le domaine de l'informatique afin de tirer parti de ses avancées le plus rapidement possible.